# I Wonder as I Wander
I Wonder as I Wander är en amerikansk julsång.

## Bakgrund
Sången har komponerats av John Jacob Niles, en folkmusikuppsamlare från USA, efter att han hört en flicka vid namn Annie Morgan från Murphy, North Carolina sjunga några rader av en folkvisa i juli 1933. Niles ska ha betalat 25 cent för varje gång hon sjöng om raderna medan han antecknade och memorerade vad han hörde. Han hoppades att flickan skulle sjunga hela sången men efter åtta försök hade han bara fått sångens tre första rader. Men med dessa rader som grund utvecklade han både text och melodi till I Wonder as I Wander.
Sångens melodi användes av Olle Adolphson i hans visa "Konstnasaren"

## Inspelningar
- 1950 – Jo Stafford: American Folk Songs
- 1955 – Mahalia Jackson: Sweet Little Jesus Boy
- 1966 – Joan Baez: Noël
- 1967 – Barbra Streisand: A Christmas Album
- 1982 – Julie Andrews: Christmas with Julie Andrews
- 1985 – John Rutter och Cambridge Singers: Hurry to Bethlehem: The Christmas Music of John Rutter
- 1994 – Eton College Chapel Choir (Rüttiversionen)
- 1999 – Anne Sofie von Otter: Home for Christmas
- 1999 – Carola: Jul i Betlehem[1]
- 2001 – Escorial Choir (Rüttiversionen)
- 2005 – BBC Singers (Rüttiversionen): One Star, at Last: Carols of Our Time

## Refererenser